# Philipomyia
Philipomyia is een vliegengeslacht uit de familie van de dazen (Tabanidae).

## Soorten
- P. aprica

Bloemdaas (Meigen, 1820)
- P. graeca (Fabricius, 1794)
- P. rohdendorfi (Olsufjev, 1937)